# Diario 16
Diario 16 est un journal quotidien espagnol, édité entre le 18 octobre 1976 et le 7 novembre 2001. Il a été fondé par Juan Tomás de Salas.

## Historique
Ce journal a gagné une grande popularité grâce des articles d'investigation, notamment ceux à propos des Groupes antiterroristes de libération (GAL) dans les années 1980, et à sa défense des libertés civiles.